# 시라카와촌 (미에현)
시라카와촌(白川村)은 미에현 스즈카군에 있던 촌이다. 현재의 가메야마시에 해당한다.

## 역사
- 1889년 4월 1일 - 정촌제 시행에 의해 스즈카군 시라카와촌이 성립하였다.
- 1954년 2월 1일 - 시라카와촌이 분립하여 오가와, 시라키가 가메야마시에, 와시야마 및 시라키의 일부(자이치시리, 요시오, 이시바, 야마다)가 세키정에 편입해, 동일 시라카와촌은 폐지되었다.

## 교통

### 도로
현재는 히가시메이한 자동차도로가 구촌 지역을 통과하지만, 당시에는 미개통 상태였다. 

## 참고문헌
- 角川日本地名大辞典 24 三重県